# With Love From
With Love From è il quinto album in studio del duo musicale statunitense Aly & AJ, pubblicato nel 2023.

## Tracce
1. Open to Something and that Something Is You – 3:24
2. With Love From – 3:59
3. After Hours – 2:56
4. Blue Dress – 4:08
5. Love You This Way – 3:12
6. Way of Nature Way of Grace" (featuring Joy Oladokun) – 4:01
7. Tear the Night Up – 3:28
8. Sunchoke – 3:23
9. Talking in My Sleep – 2:51
10. Baby Lay Your Head Down – 3:44
11. 6 Month of Staring Into the Sun – 5:10